# 田中久夫 (日本史学者)
田中 久夫（たなか ひさお、1913年（大正2年）- 1997年（平成9年）7月12日）は、日本の歴史学者。専門は日本仏教史、鎌倉仏教。

## 来歴
東京生まれ。1936年東京帝国大学文学部国史学科卒業。国民精神文化研究所、千葉師範学校女子部勤務を経て、千葉大学教育学部教授。1977年定年退官、名誉教授。

## 著書
- 『新講大日本史 第5巻　室町安土桃山時代史』雄山閣、1943
- 『明恵』吉川弘文館〈人物叢書〉、1961、新装版　1988 ISBN　9784642051262、オンデマンド版 2021 ISBN　9784642751261
- 『鎌倉仏教』教育社歴史新書、1980、講談社学術文庫、2009
- 『鎌倉仏教雑考』思文閣出版、1982

### 共著・校注
- 『全集日本の古寺 12 興福寺と奈良の古寺』田辺三郎助と著者代表、集英社、1984
- 『日本思想大系 15 鎌倉旧仏教』鎌田茂雄共校注、岩波書店、1971、新装版「続・日本仏教の思想」1995
- 「後奈良天皇宸記」校訂『続史料大成 第18巻』臨川書店、1979

## 参考
- 『鎌倉仏教』著者紹介
- 『人物物故大年表』